# Björn Johansson (Radsportler)
Björn Johansson (* 10. September 1963 in Vänersborg) war ein schwedischer Radrennfahrer und nationaler Meister im Radsport.

## Sportliche Laufbahn
Björn Johansson war im Straßenradsport aktiv und Teilnehmer der Olympischen Sommerspiele 1988 in Seoul und der Olympischen Sommerspiele 1992 in Barcelona. 
Im Mannschaftszeitfahren gewann er 1988 gemeinsam mit Michel Lafis, Jan Karlsson und Anders Jarl die Bronzemedaille. Im Mannschaftszeitfahren 1992 kam der schwedische Vierer mit Michael Andersson, Björn Johansson, Jan Karlsson und Johan Fagrell als einzige Mannschaft nicht ins Ziel. Schuld daran war ein Sturz von zwei Fahrern in einer Kurve.
Er begann 1974 im Verein 1974 CK Wänershof mit dem Radsport. 1980 und 1981 gewann er die Meisterschaft der Junioren im Mannschaftszeitfahren. 1987 wurde er nationaler Meister im Straßenrennen vor Raoul Fahlin und im Einzelzeitfahren vor Magnus Knutsson. 1991 und 1992 siegte er im Meisterschaftsrennen im Mannschaftszeitfahren. 1986 wurde er Fünfter in der Schweden-Rundfahrt, dies war sein bestes Resultat seiner insgesamt fünf Teilnahmen in diesem Etappenrennen.
1987 gewann er mit dem Solleröloppet eines der traditionsreichsten schwedischen Eintagesrennen. 1989 und 1990 gewann er den Titel im Mannschaftszeitfahren bei den Meisterschaften der Nordischen Ländern gemeinsam mit Michael Andersson, Johan Fagrell und Jan Karlsson. Mit Magnus Knutsson, Per Moberg, und Lars Wahlqvist siegte er auch 1991. Auch 1992 konnte er diesen Titel gewinnen.